# Live in Italy (Zucchero Fornaciari)
Live in Italy è un cofanetto di Zucchero Fornaciari, pubblicato nel 2008, comprendente 2 CD e 2 DVD che racchiudono due esibizioni del cantante durante il Fly World Tour e l'All the Best World Tour dei due anni precedenti.
In particolare vengono riproposti il concerto tenuto all'Arena di Verona il 23 settembre 2007 ed una sintesi del concerto tenuto il 14 giugno 2008 allo Stadio Giuseppe Meazza di San Siro a Milano, riassettato per l'occasione come una sorta di teatro (ribattezzato da Zucchero "San Siro Stadium Theatre").
Per promuovere l'album, l'artista ha eseguito undici concerti in Italia nel solo mese di dicembre 2008, ribattezzati Live in Italy Tour.

## Il disco
Zucchero affermò che questo era il suo primo lavoro dal vivo, ma in realtà c'è un precedente, come lui stesso ammise in alcune interviste (in particolare ospite da Fabio Fazio a Che tempo che fa, trasmissione preserale di Raitre), ossia Live at the Kremlin del 1991, disponibile su doppio CD, VHS e, successivamente, DVD. Tuttavia Zucchero spiegò che Live at the Kremilin non era stato concepito per essere pubblicato su album, mentre i brani di Live in Italy sono stati accuratamente selezionati.
La tracklist include gli inediti Una carezza e Oro & Blues e due cover inedite: Sympathy dei Rare Birds e Hi-De-Ho dei Blood, Sweat & Tears.
In Live in Italy è inserito anche un book fotografico, contenente aforismi ed istantanee dei due tour precedenti.

## Tracce

### Versione italiana
CD 1
1. Dune mosse (feat. Miles Davis) – 6:07
2. Occhi – 3:43
3. Quanti anni ho – 4:11
4. Bacco perbacco – 4:06
5. Un kilo – 3:34
6. Cuba libre – 3:37
7. L'amore è nell'aria – 3:41
8. Il volo – 5:12
9. Diamante – 5:46
10. Così celeste – 5:34
11. Baila (Sexy Thing) – 4:11
12. Overdose (d'amore) – 4:45
13. Il mare (impetuoso al tramonto salì sulla Luna e dietro una tendina di stelle...) – 4:10
14. It's All Right (la promessa) – 5:15
15. Indaco dagli occhi del cielo – 4:52
16. Nel così blu – 4:43
17. È delicato – 3:54

CD 2
1. L'urlo – 3:22
2. Con le mani – 4:37
3. Solo una sana e consapevole libidine... – 3:38
4. Diavolo in me – 5:45
5. You Are so Beautiful – 3:06
6. Tutti i colori della mia vita – 4:18
7. Rispetto – 5:34
8. Pippo – 4:30
9. Wonderful Life – 5:42
10. Hey Man – 4:46
11. Menta e rosmarino – 5:49
12. Hi-De-Ho – 4:56 (testo: Carole King – musica: Gerry Goffin) – cover inedita
13. Miserere (feat. Luciano Pavarotti) – 4:41
14. X colpa di chi? (feat. Gerry Scotti) – 4:49
15. Sympathy – 3:46 (Rare Bird) – cover inedita
16. Una carezza – 4:34 (Zucchero) – inedito
17. Oro & Blues – 4:02 (Zucchero) – inedito

DVD 1 (live at Arena di Verona)
1. Dune mosse
2. Occhi
3. Quanti anni ho
4. Bacco perbacco
5. Pronto
6. Un kilo
7. Cuba libre
8. L'amore è nell'aria
9. Il volo
10. Diamante
11. Così celeste
12. Baila (Sexy Thing)
13. Overdose d'amore
14. Il mare (impetuoso al tramonto salì sulla Luna e dietro una tendina di stelle...)
15. It's All Right (La promessa)
16. Indaco dagli occhi del cielo
17. Nel così blu
18. È delicato
19. A Wonderful World
20. L'urlo
21. Con le mani
22. Solo una sana e consapevole libidine salva il giovane dallo stress e dall'Azione Cattolica
23. Diavolo in me
24. Senza una donna
25. Madre dolcissima
26. You Are So Beautiful

DVD 2 (live at Stadio San Siro)
1. Tutti i colori della mia vita
2. Amen
3. Rispetto
4. Pippo
5. Wonderful Life
6. Hey Man
7. Menta e rosmarino
8. Hi-De-Ho
9. Miserere (duetto virtuale con Luciano Pavarotti)
10. X colpa di chi?

### Versione internazionale
CD
1. Dune mosse (feat. Miles Davis) – 6:07
2. Occhi – 3:43
3. Quanti anni ho – 4:11
4. Bacco perbacco – 4:06
5. Un kilo – 3:34
6. Cuba libre – 3:37
7. L'amore è nell'aria – 3:41
8. Il volo – 5:12
9. Diamante – 5:46
10. Così celeste – 5:34
11. Baila (Sexy Thing) – 4:11
12. Overdose (d'amore) – 4:45
13. Il mare (impetuoso al tramonto salì sulla Luna e dietro una tendina di stelle...) – 4:10
14. It's All Right (la promessa) – 5:15
15. Indaco dagli occhi del cielo – 4:52
16. Nel così blu – 4:43
17. Diavolo in me – 5:45

DVD
1. Dune mosse (feat. Miles Davis)
2. Occhi
3. Quanti anni ho
4. Bacco perbacco
5. Un kilo
6. Cuba libre
7. L'amore è nell'aria
8. Il volo
9. Diamante
10. Così celeste
11. Baila (Sexy Thing)
12. Overdose (D'amore)
13. Il mare (impetuoso al tramonto salì sulla Luna e dietro una tendina di stelle...)
14. It's All Right (la promessa)
15. Indaco dagli occhi del cielo
16. Nel così blu
17. È delicato
18. A Wonderful World
19. L'urlo
20. Con le mani
21. Solo una sana e consapevole libidine salva il giovane dallo stress e dall'Azione Cattolica
22. Diavolo in me
23. Senza una donna
24. Madre dolcissima
25. You Are so Beautiful
26. Wonderful Life
27. Miserere

## Formazione
- Zucchero Fornaciari - voce, chitarra acustica, chitarra elettrica, pianoforte
- Polo Jones - basso
- Kat Dyson - chitarra, cori
- Mario Schilirò - chitarra
- Adriano Molinari - batteria
- Davis Sancious - tastiera
- James Thompson - sax, fiati
- Massimo Greco - tromba
- Beppe Caruso - trombone
- Sara Grimaldi - cori e coro solista

## Successo commerciale
Nel corso dei primi sei mesi dalla pubblicazione l'album ottenne cinque dischi di platino, poi arrivati a otto nel corso del primo anno. Furono consegnati al cantante durante i Wind Music Awards 2009, in ragione delle 560 000 copie vendute in Italia. Nel 2011 fu ulteriormente certificato con il disco d'oro per ulteriori 30 000 copie vendute.

## Classifiche

### Classifiche settimanali
| Classifica (2008) | Posizione massima |
| ----------------- | ----------------- |
| Austria           | 31                |
| Italia            | 7                 |
| Svizzera          | 91                |

### Classifiche di fine anno
| Classifica (2008) | Posizione |
| ----------------- | --------- |
| Italia            | 61        |
| Classifica (2009) | Posizione |
| Italia            | 74        |